# Ernst Cloos
Ernst Cloos (* 17. Mai 1898 in Saarbrücken; † 24. Mai 1974 in Baltimore, Maryland) war ein deutsch-amerikanischer Geologe.

## Leben
Ernst Cloos war der jüngere Bruder des bekannten Geologen Hans Cloos. Er wuchs in Köln und Freiburg auf und besuchte die Hermann Lietz Schule in der Schweiz. Im Ersten Weltkrieg war er Pilot und war nach einer Notlandung in der Schweiz interniert. Er studierte zunächst Biologie in Freiburg, wechselte dann aber zur Geologie, die er bei seinem Bruder in Breslau studierte. 1923 wurde er promoviert, wobei er in Böhmen Methoden seines Bruders zur Tektonik des Granits anwandte. Dort lernte er auch Robert Balk (1899–1955) kennen, der später ebenfalls Professor in den USA wurde. Nach der Promotion war er bei Hans Stille in Göttingen. Eine Assistenzstelle zerschlug sich aus finanziellen Gründen in der damaligen Inflationszeit und er arbeitete als Explorationsseismologe für die Firma Seismos von Ludger Mintrop in Texas sowie im Irak.
1930 erhielt er ein Stipendium, die Methoden der Granittektonik in der Sierra Nevada anzuwenden, was ihn auch in den USA bekannt machte. 1931 erhielt er eine Dozentenstelle an der Johns Hopkins University, wo er sich mit der Geologie der Appalachen in Maryland zu beschäftigen begann, wobei er ebenfalls die Methoden seines Bruders aus der Granittektonik und neue gefügekundlichen (mikrotektonischen) Methoden nach Bruno Sander anwandte (in den USA petrofabrics genannt). Außerdem erlernte er petrographische Methoden, die an der Johns Hopkins University seit George Huntington Williams (1856–1894) etabliert waren. Seine Vorlesungen hielt er vorzugsweise in Form von Feldexkursionen ab und er führte mit Studenten tektonische Experimente mit Tonmodellen aus. 1937 wurde er Associate Professor und später Professor und ab 1950 Vorstand der Fakultät für Geologie. 1968 emeritierte er.
Cloos war Mitglied der National Academy of Sciences (1950) und der American Philosophical Society (1954). 1951 bis 1954 war er Vorstand der Abteilung Geologie und Geographie des National Research Council. 1954 war er Präsident der Geological Society of America. Er war auswärtiges Mitglied der finnischen Akademie der Wissenschaften, Mitglied der finnischen und kanadischen geologischen Gesellschaften, der Geologischen Vereinigung und der Geological Society of London. 1956 war er Guggenheim Fellow. 1968 erhielt er die Gustav-Steinmann-Medaille, nach der Laudatio dafür, dass er „auf kleintektonischen Untersuchungen aufbauend, in beispielgebender Weise die endogene Formung der Erdkruste erforschte“. 1973 erhielt er einen Ehrendoktor der Johns Hopkins (L.L.D.).
Er war mit Margaret Spemann verheiratet, der Tochter seines Biologieprofessors in Freiburg Hans Spemann, und hatte mit ihr zwei Töchter.

## Schriften
- mit Anna Hietanen: Geology of the Martic overthrust and the Glenarm Series in Pennsylvania and Maryland. In: Geological Society of America, Special Publication. Band 35, 1941.
- Oolithe deformation of the South Mountain Fold, Maryland. In: Geological Society of America Bulletin. Band 58, 1947, S. 843–917 (Deformation von Oolithen durch tektonische Spannungen bei der Formung der Appalachen).
- Experimental analysis of gulf coast fracture patterns. In: American Association of Petroleum Geologists Bulletin. Band 52, 1968, S. 420 (erhielt den Preis des Präsidenten der Association).